# Mariam Czanturia
Mariam Czanturia (gruz. მარიამ ჭანტურია; ur. 7 czerwca 2000) – gruzińska judoczka. 
Uczestniczka mistrzostw świata w 2021, a także zdobyła medal w drużynie. Startowała w Pucharze Świata w 2018, 2019, 2022 i 2025. Mistrzyni Europy w drużynie w 2021 i 2025. Trzecia na MŚ kadetów w 2017 roku.